# Kel'el Ware
Pour les articles homonymes, voir Ware.
Kel'el Ware, né le  20 avril 2004 à Sherwood en Arkansas, est un joueur américain de basket-ball évoluant au poste de pivot.

## Biographie

### Carrière universitaire
Entre 2022 et 2023, il joue pour les Ducks de l'Oregon à l'université de l'Oregon.
Entre 2023 et 2024, il joue pour les Hoosiers de l'Indiana à l'université de l'Indiana à Bloomington.
Le 26 mars 2024, il annonce qu'il se présente à la draft 2024 de la NBA.

## Palmarès

### NBA
- NBA All-Rookie Second Team (2025)

### Universitaire
- Second-team All-Big Ten – Media (2024)
- Big Ten All-Defensive Team (2024)
- McDonald's All-American (2022)
- Jordan Brand Classic (2022)
- Nike Hoop Summit (2022)

## Statistiques

### Universitaires
| Saison    | Équipe   | Matchs | Titul. | Min./m | % Tir | % 3pts | % LF | Rbds/m. | Pass/m. | Int/m. | Ctr/m. | Pts/m. |
| --------- | -------- | ------ | ------ | ------ | ----- | ------ | ---- | ------- | ------- | ------ | ------ | ------ |
| 2022-2023 | Oregon   | 35     | 4      | 15,8   | 45,7  | 27,3   | 71,2 | 4,06    | 0,51    | 0,37   | 1,29   | 6,63   |
| 2023-2024 | Indiana  | 30     | 30     | 32,2   | 58,6  | 42,5   | 63,4 | 9,87    | 1,50    | 0,60   | 1,87   | 15,93  |
| Carrière  | Carrière | 65     | 64     | 23,3   | 53,8  | 33,7   | 66,0 | 6,74    | 0,97    | 0,48   | 1,55   | 10,92  |

## Records sur une rencontre en NBA
Les records personnels de Kel'el Ware en NBA sont les suivants, :
| Type de statistique        | Saison régulière | Saison régulière     | Saison régulière |
| Type de statistique        | Record           | Adversaire           | Date             |
| -------------------------- | ---------------- | -------------------- | ---------------- |
| Points                     | 25               | 2 fois               | 2 fois           |
| Paniers marqués            | 10               | Spurs de San Antonio | 19 janvier 2025  |
| Paniers tentés             | 19               | Spurs de San Antonio | 19 janvier 2025  |
| Paniers à 3 points réussis | 4                | Magic d'Orlando      | 27 janvier 2025  |
| Paniers à 3 points tentés  | 7                | @ Bucks de Milwaukee | 23 janvier 2025  |
| Lancers francs réussis     | 4                | 3 fois               | 3 fois           |
| Lancers francs tentés      | 5                | Pacers de l'Indiana  | 2 janvier 2025   |
| Rebonds offensifs          | 5                | 3 fois               | 3 fois           |
| Rebonds défensifs          | 12               | 3 fois               | 3 fois           |
| Rebonds totaux             | 15               | 2 fois               | 2 fois           |
| Passes décisives           | 5                | Hornets de Charlotte | 23 mars 2025     |
| Interceptions              | 3                | @ Nets de Brooklyn   | 25 janvier 2025  |
| Contres                    | 6                | Knicks de New York   | 2 mars 2025      |
| Balles perdues             | 4                | @ Bucks de Milwaukee | 23 janvier 2025  |
| Minutes jouées             | 42               | Magic d'Orlando      | 27 janvier 2025  |

- Double-double : 12
- Triple-double : 0

Dernière mise à jour : 29 mars 2025